# Derby calcistici in Polonia
Questa è una lista dei principali derby calcistici in Polonia.
Molte squadre sportive in Polonia hanno organizzato gruppi di tifosi che sono attivamente coinvolti nella scena ultras o nella scena hooligan. Tutti questi gruppi in Polonia hanno 4 tipi di relazioni tra loro che sono soggette a modifiche nel tempo:
- amicizia (zgody) - alleanze tra due gruppi di tifosi, per cui i tifosi visitano spesso le partite degli altri. Durante le partite tra due di queste squadre, di solito non ci sono divisioni tra i tifosi in trasferta e quelli in casa, ma entrambi i gruppi di tifosi sono nella stessa tribuna.
- accordo (układy) - accordi provvisori di collaborazione tra due gruppi di tifosi. Se durano, di solito diventano amicizie in seguito.
- inimicizia (kosy) - squadre rivali. Anche il rivale di un amico è generalmente considerato un rivale.
- neutralità - non c'è antipatia o simpatia specifica l'uno verso l'altro.

Queste relazioni possono essere complicate. Tuttavia, i derby locali sono solitamente predeterminati da fattori storici e geografici ed è molto raro che un derby locale non venga considerato una rivalità accanita. In alcuni casi, le rivalità si estendono oltre lo sport e sono rivalità generali tra città o paesi.

## Grandi derby interregionali

### Derby di Polonia
Qualsiasi partita in cui il Legia Varsavia gioca contro il Lech Poznań, lo Śląsk Wrocław, il Widzew Łódź o il Wisła Kraków. Questi club sono tra i più supportati nel paese e di solito sono o erano tra i contendenti al titolo. L'animosità nei confronti del Legia nasce dal fatto che Varsavia è la capitale ed è percepita come favorita dalle autorità.

### Slesia contro la capitale
Il sopracitato Śląsk Wrocław, il Górnik Zabrze, il Ruch Chorzów o il Polonia Bytom, sempre contro il Legia Varsavia, anche se rivalità non è limitata a questi club: un tale derby può riferirsi a qualsiasi squadra della capitale, che sia il Legia Varsavia, il Polonia o anche l'Hutnik o squadre più piccole, contro qualsiasi club dell'Alta Slesia come: GKS Tychy, GKS Jastrzębie, Górnik Zabrze, Odra Wodzisław, Piast Gliwice, Polonia Bytom, ROW Rybnik, Ruch Chorzów, Ruch Radzionków, Szczakowianka Jaworzno, Szombierki Bytom, Victoria Jaworzno ad eccezione dei club del Dąbrowa Basin (che sono soprannominati "gorole" - "non slesiani" dai tifosi slesiani).
La regione della Slesia è sempre stata ostile nei confronti della capitale, Varsavia, una rivalità che si riflette anche al di fuori dello sport. Ciò è dovuto in parte allo sfruttamento quasi coloniale della regione dopo il 1945 da parte del governo centrale (o almeno percepito come tale nella regione), in parte per la forte opposizione di Varsavia a qualsiasi tentativo di maggiore autonomia per la Slesia e in parte per l'ostilità della comunità dei minatori (l'Alta Slesia è una regione prevalentemente mineraria) verso la capitale dominante. I due club di maggior successo, il Górnik Zabrze e il Ruch Chorzów, hanno spesso disputato il titolo del campionato con il Legia Varsavia e quindi queste partite sono particolarmente accese. Anche il Polonia Bytom, dopo aver trascorso molti anni nella massima serie, ha sviluppato un'intensa rivalità. Detto questo, la rivalità non è limitata a quei club, in quanto tale derby può riferirsi a qualsiasi squadra della capitale contro qualsiasi club dell'Alta Slesia, l'eccezione sono quei club del Dbrowa Basin (ad es. lo Zagłębie Sosnowiec ) in quanto non sono visti come slesiani da altri nella regione, ma come "gorole" (una parola slesiana che significa: "non slesiano"; la parola "gorole" non dovrebbe essere confuso con "górale" - "gorali").

### "La grande triade" contro "I tre re delle grandi città"
La grande triade (Arka Gdynia, Cracovia e Lech Poznań) contro i tre re delle grandi città (Lechia Gdańsk, Śląsk Wrocław e Wisła Kraków) - I fan di Arka, Cracovia e Lech condividono un'amicizia, nota come "La grande triade" (Wielka Triada). I fan di Lechia, Śląsk e Wisła condividevano anche un'amicizia chiamata Trzej Królowie Wielkich Miast e qualsiasi partita tra i due gruppi era considerata una grande rivalità. Il Wisła si staccò dall'alleanza e si unì ai fan di Elana Toruń, Widzew Łódź e Ruch Chorzów, provocando una massiccia spaccatura nel mondo dei tifosi polacchi.

### Altri derby tra coalizioni
Mentre la maggior parte dei tifosi ha le proprie alleanze e amicizie specifiche tra i due club, ci sono casi di amicizie a tre o addirittura a quattro. Ci sono altre importanti coalizioni a lungo termine oltre alla "Grande Triade" e ai "Tre Re delle Grandi Città". Le più notevoli includono:
- Legia Varsavia, Zagłębie Sosnowiec, Olimpia Elbląg
- ŁKS Łódź, Zawisza Bydgoszcz e GKS Tychy
- Arka Gdynia, Zagłębie Lubin e Polonia Bytom[8][9][10]
- Arka Gdynia, KSZO Ostrowiec Świętokrzyski e Lech Poznań[8]
- Górnik Zabrze, ROW Rybnik, Concordia Knurów e Wisłoka Dębica
- Ruch Chorzów, Widzew Łódź, Elana Toruń e Wisła Kraków[11][12]
- Motor Lublin, Górnik Łęczna, Chełmianka Chełm ed Hetman Zamość. Sebbene non faccia parte dell'"Orda orientale", è una famosa squadra di calcio dell'est. A volte chiamati collettivamente "Orda orientale" (Wschodnia Horda) o coalizione orientale poiché i tre club sono i più lontani verso l'est del paese[13][14]
- Zawisza Bydgoszcz, Górnik Wałbrzych e GKS Tychy
- Hetman Włoszczowa, Alit Ożarów e Orlicz Suchedniów
- Stal Mielec, Sandecja Nowy Sącz e Czarni Jasło[15]
- GKS Tychy, Cracovia, Sandecja Nowy Sącz
- Stomil Olsztyn, Hutnik Kraków, Wisła Płock

Queste coalizioni significano che sebbene ogni club abbia le sue rivalità e derby, sulla base di "l'amico del mio amico è anche mio amico" e "il nemico del mio amico è anche mio nemico", aggiungono molte rivalità e derby dato che, molto spesso, i tifosi di tutti i club della coalizione sono presenti alle partite di una determinata squadra.

### Derby locali più popolari

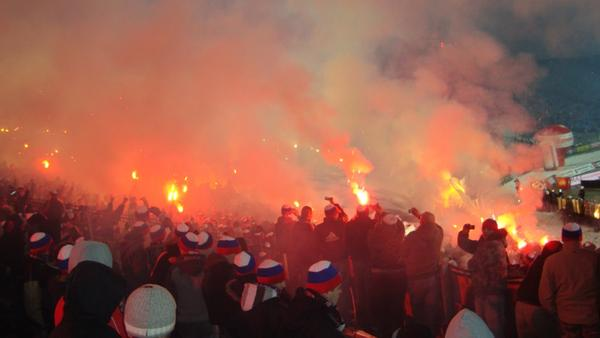
Tifosi del Górnik Zabrze durante il derby della Grande Slesia nel 2009

- La "guerra santa"[16] (Święta Wojna) è una partita tra Wisła Kraków e Cracovia - pluricampioni di Polonia, i due più grandi club di Cracovia e secondo quanto riferito le squadre più antiche esistenti in Polonia, entrambe fondate nel 1906.[17] Il termine "guerra santa" venne coniato dal difensore del KS Cracovia, Ludwik Gintel. La "guerra santa" è uno dei derby polacchi più antichi (prima amichevole nel 1908,[18] prima partita ufficiale nel 1913[19]) e più giocati (oltre 100 partite ufficiali). La rivalità è considerata anche la più feroce in Polonia e una delle più intense dell'Europa centrale. È anche il tema di una canzone dedicata ai loro infiniti imbrogli, interpretata dagli Andrusy.
- Grande Derby della Slesia[20] (Wielkie Derby Śląska)è un derby tra le due squadre polacche di maggior successo, 14 volte campioni nazionali, entrambe con sede nell'area urbana dell'Alta Slesia: il Górnik Zabrze e il Ruch Chorzów. È il derby polacco più combattuto (120 partite ufficiali).

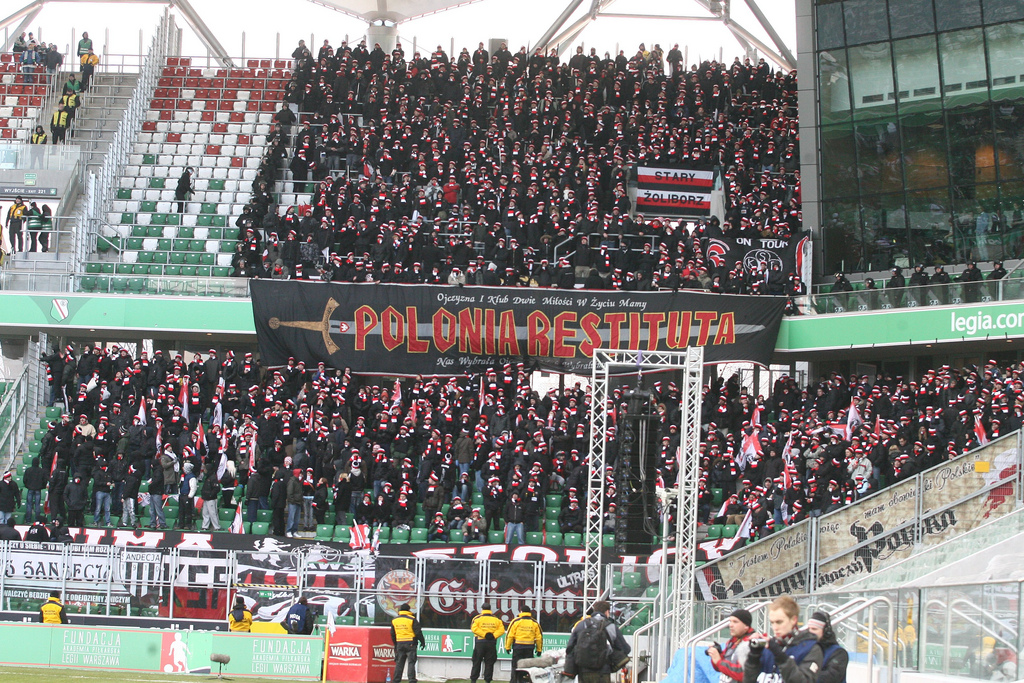
Tifosi del Polonia Warsaw durante il derby di Varsavia nel 2011

- Derby di Varsavia tra le squadre di maggior successo della capitale polacca: il Legia Varsavia e il Polonia Varsavia.[21] Risale al 1921 e attualmente entrambe le squadre hanno vinto 29 volte.
- Derby di Łódź tra ŁKS Łódź e Widzew Łódź[22] - uno dei derby più feroci, giocato per la prima volta nel 1926.
- Derby della Tripla Città tra Arka Gdynia e Lechia Gdańsk[23] -i club di maggior successo della Tripla Città. È il più grande derby della Polonia settentrionale. In passato, anche le partite tra Lechia Gdańsk e Bałtyk Gdynia erano considerate Derby della Tripla Città.[24]
- Derby della Grande Leopoli: giocato tra i più antichi club polacchi, il Pogoń Lwów e il Czarni Lwów. È stato uno dei derby più contestati e prestigiosi della Polonia prima della seconda guerra mondiale. Considerato anche uno dei derby polacchi più antichi (prima amichevole nel 1907, prima partita ufficiale nel 1912).
- Derby di Rzeszów tra Resovia e Stal Rzeszów[25][26] è uno dei derby polacchi più combattuti (80+ partite ufficiali). Anche se non è mai stato giocato nella massima serie, è considerata una rivalità molto intensa.

### Altri derby disputati in Ekstraklasa
- Derby di Gdynia tra Arka Gdynia e Bałtyk Gdynia[27] è la più antica rivalità della Tripla Città che risale al 1931 (prima amichevole).
- Derby di Bydgoszcz tra Polonia Bydgoszcz e Zawisza Bydgoszcz[28] è una feroce rivalità tra le due squadre di Bydgoszcz che risale al 1948 (prima partita ufficiale).
- Derby di Poznań tra Lech Poznań e Warta Poznań.[29][30] Insolito nel fatto che la rivalità tra le città non provochi alcuna tensione tra i due gruppi di tifosi a causa delle differenze storiche di rendimento e del fatto che molti locali guarderebbero entrambe le squadre. Gli anni d'oro del Warta furono gli anni '20 e il club vinse il suo ultimo campionato nazionale nel 1947, mentre il Lech fece la sua prima apparizione all'Ekstraklasa nel 1948 e vinse il suo primo campionato nel 1983.
- Derby della Bassa Slesia tra Śląsk Wrocław e Zagłębie Lubin[31] - le due più grandi squadre della Bassa Slesia, entrambe campioni di Polonia.

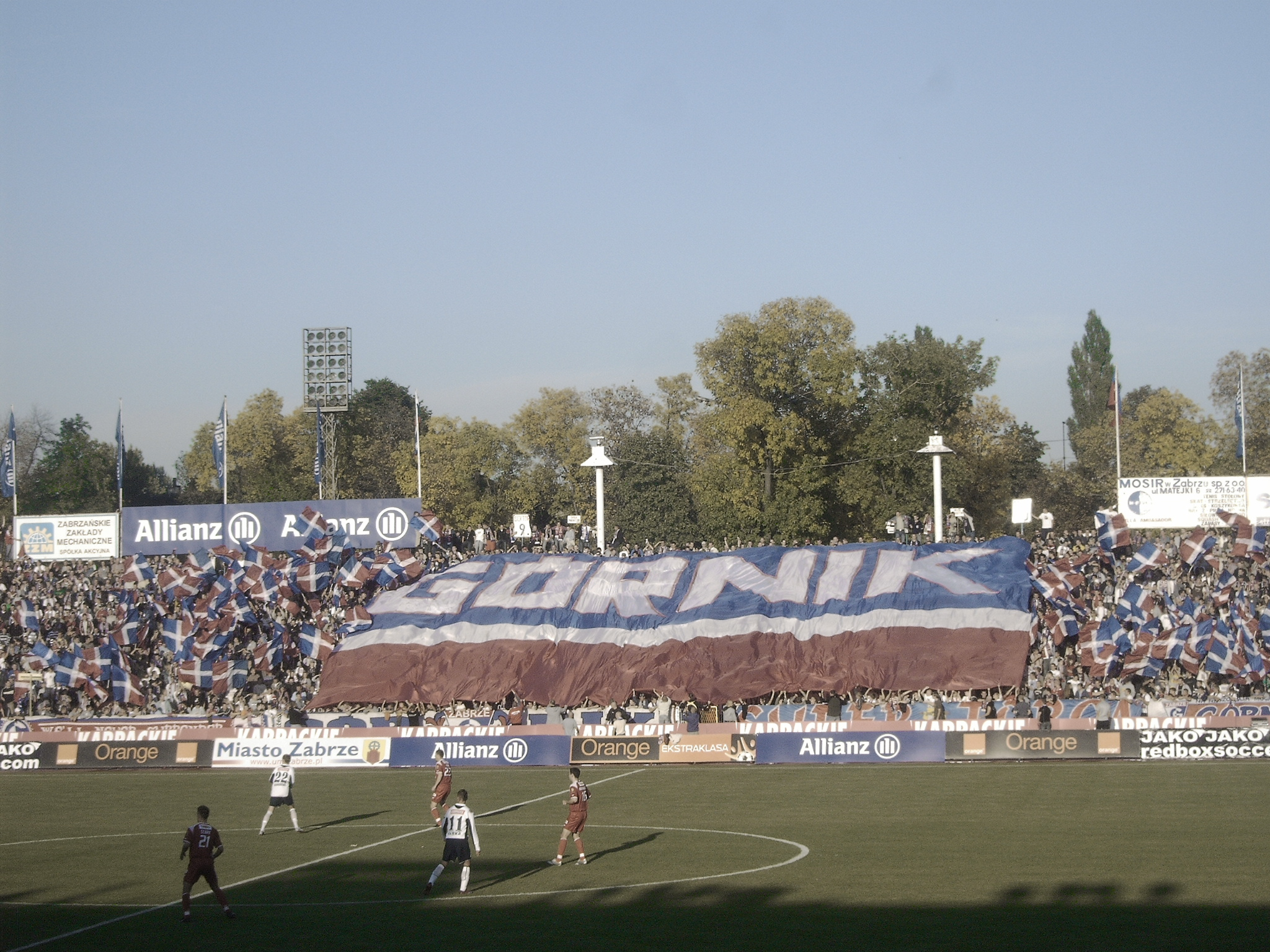
Tifosi del Górnik Zabrze durante una partita contro l'Odra Wodzisław nel 2007

- Derby dell'Alta Slesia - l'Alta Slesia ha un gran numero di squadre professionistiche e qualsiasi partita tra le seguenti squadre può essere considerata un "Derby dell'Alta Slesia": GKS Katowice, GKS Tychy, GKS Jastrzębie, Górnik Zabrze, Odra Wodzisław, Piast Gliwice, Polonia Bytom, ROW Rybnik, Ruch Chorzów, Ruch Radzionków, Szombierki Bytom.[32][33][34][35][36] The most significant derbies include:
  - Derby di Bytom tra Polonia Bytom e Szombierki Bytom (e Ruch Radzionków in passato)[37][38][39][40] - tradizionalmente conteso tra Polonia e Szombierki, le due squadre di Bytom vincitrici del campionato, tuttavia il Radzionków faceva parte di Bytom e parte della base dei tifosi del Polonia si trova a Radzionków.
  - Derby di Chorzów o Guerra santa della Slesia tra Ruch Chorzów e AKS Chorzów - un derby storico che fu una delle rivalità più accese nella Polonia prebellica[41]
  - Derby della Vecchia Slesia tra Polonia Bytom e Ruch Chorzów[42][43] - entrambe le squadre sono tra le più antiche dell'Alta Slesia e sono anche le prime due squadre slesiane a vincere il campionato polacco (il Ruch nel 1933, il Polonia nel 1954). Bytom e Chorzów sono città vicine nella parte centrale dell'area urbana dell'Alta Slesia. Con 80 partite ufficiali, è anche il secondo derby slesiano più combattuto dopo il Derby della Grande Slesia.
  - Il Classico della Slesia (Śląski Klasyk) tra Górnik Zabrze e GKS Katowice, con oltre 70 partite ufficiali giocate dagli anni '60, è una rivalità popolare dagli anni '80, quando entrambe le squadre si sfidavano per i più alti trofei nazionali. Non invoca gli stessi livelli di tensione degli altri derby slesiani.[44] Entrambe le squadre condividono una rivalità molto intensa contro il Ruch Chorzów.
  - GKS Katowice-Ruch Chorzów - una rivalità molto accanita tra club con sede nelle vicine città di Katowice e di Chorzów.
  - Derby Gliwice-Zabrze tra Piast Gliwice e Górnik Zabrze[35][36] - Gliwice e Zabrze sono città limitrofe nella parte occidentale dell'area urbana dell'Alta Slesia.
  - Derby GieKSa tra GKS Katowice w GKS Tychy[45] è un derby locale tra due squadre che usano il soprannome GieKSa, che si riferisce al prefisso "GKS" che sta per "Club Sportivo Minerario" (Górniczy Klub Sportowy).
- Hanysy-Gorole (slesiano: Hanysy - "slesiani", Gorole - "non-slesiani") tra qualsiasi club con identità slesiana rispetto a qualsiasi club del Dbrowa Basin che a sua volta fa parte dell'area urbana dell'Alta Slesia ma è storicamente considerato parte della Piccola Polonia. Le squadre che si identificano come slesiane includono GKS Katowice, GKS Tychy, GKS Jastrzębie, Górnik Zabrze, Odra Wodzisław, Piast Gliwice, Polonia Bytom, ROW Rybnik, Ruch Chorzów, Ruch Radzionków e Szombierki Bytom mentre i club Gorole includono Zagłębie Sosnowiec, Szczakowianka Jaworzno e Victoria Jaworzno.[46][47][48] Club delle parti più meridionali del Voivodato di Slesia, come il Góral Żywiec, e i due club di Bielsko-Biała, il Podbeskidzie e il BKS Stal, non sono visti come slesiani dagli altri club nella regione. Inoltre, il BKS Stal e lo Zagłębie Sosnowiec hanno un'amicizia reciproca con il Legia Varsavia, profondamente impopolare tra i slesiani, così come tra loro.[49][50]
- Derby minori di Cracovia - Hutnik Nowa Huta-Cracovia/Wisła Kraków/Garbarnia Cracovia - a parte la "guerra santa", anche le partite tra Hutnik e le altre due squadre sono considerate derby di Cracovia e sono feroci rivalità.[51] A causa della mancanza di successi sportivi del Garbarnia e di una piccola presenza dei suoi tifosi, il derby è considerato per lo più di natura storica.
- Derby di Stettino - un derby ora storico tra Pogoń Szczecin ed Arkonia Szczecin, giocato l'ultima volta nel 1981.
- Derby della Grande Polonia - un derby ora storico tra Lech Poznań e Dyskobolia Grodzisk Wielkopolski.[52][53] Anche l'Amica Wronki era solito disputare questo derby fino allo scioglimento degli ultimi due club.

### Altri derby per regione

#### Polonia settentrionale: Pomerania e Cuiavia
- Derby Cuiava-Pomerania - Elana Toruń-Polonia Bydgoszcz/Zawisza Bydgoszcz[54] - Bydgoszcz e Toruń condividono una rivalità che va anche oltre la competizione sportiva[2]
- Derby di Gdańsk - Lechia Gdańsk vs. Gedania Gdańsk vs. Stoczniowiec Gdańsk
- Derby della Grande Pomerania - Gwardia Koszalin vs. Gryf Słupsk vs. Kotwica Kołobrzeg
- Derby della Casciubia - Kaszubia Kościerzyna-Cartusia Kartuzy[55][56]
- Derby di Koszalin - Bałtyk Koszalin-Gwardia Koszalin[57][58]
- Derby del voivodato di Słupsk - Gryf Słupsk-Pogoń Lębork[59]
- Derby di Szczecinek - Darzbór Szczecinek-Wielim Szczecinek[60]
- Derby di Tczew - Unia Tczew-Wisła Tczew[61]
- Derby di Włocławek - Kujawiak Włocławek-Włocłavia Włocławek[62]

#### Polonia centrale: Grande Polonia, Mazovia, Voivodato di Lubusz, Voivodato di Łódź
- Grande Derby della Grande Polonia - KKS Kalisz-Górnik Konin/Ostrovia Ostrów Wielkopolski[63][64][65] - i tifosi di Kalisz non si considerano appartenere alla Grande Polonia, causando tensioni con i vicini tifosi di Konin e Ostrów Wielkopolski.
- Derby della Grande Polonia tra Dyskobolia Grodzisk Wielkopolski e Błękitni Wronki - prima della riattivazione della squadra di calcio da parte dell'Amica, questo derby era una partita di alto profilo per i tifosi di Wronki. In seguito divenne una rivalità tra Groclin e Amica Wronki.[66] Entrambe le squadre disputavano questo derby anche contro il Lech Poznań quando tutte e tre le squadre giocavano nell'Ekstraklasa.
- Derby della contea di Szamotuły - Błękitni Wronki- Sparta Szamotuły[67] - uno dei più antichi derby della serie inferiore, poiché entrambe le squadre hanno sede nella contea di Szamotuły. Dal 30 maggio 1976, quando lo Sparta sconfisse il Błękitni 10-0 fuori casa, le squadre si sono incontrate solo sporadicamente, con l'Amica Wronki che ha sostituito il Błękitni tra il 1993 e il 2007. Dopo lo scioglimento dell'Amica e la rifondazione del Błękitni, la rivalità è stata rinnovata nelle serie inferiori[68]
- Derby del voivodato di Łodź - GKS Bełchatów-RKS Radomsko[69][70] - può anche riferirsi a queste due squadre contro una qualsiasi delle due squadre di Łódź, il ŁKS o il Widzew
- Derby minore di Varsavia - ogni partita tra Gwardia Warszawa, Hutnik Warszawa e RKS Ursus.
- Derby di Włochy: è una rivalità tra i due club situati nel distretto di Włochy a Varsavia - l'Okęcie Warszawa ed il Przyszłość Włochy[71]
- Derby del voivodato di Lubusz - Stilon Gorzów Wielkopolski-Lechia Zielona Góra
- Derby della terra di Lubusz - Polonia Słubice-Celuloza Kostrzyn

#### Polonia sudorientale, inclusa la Piccola Polonia

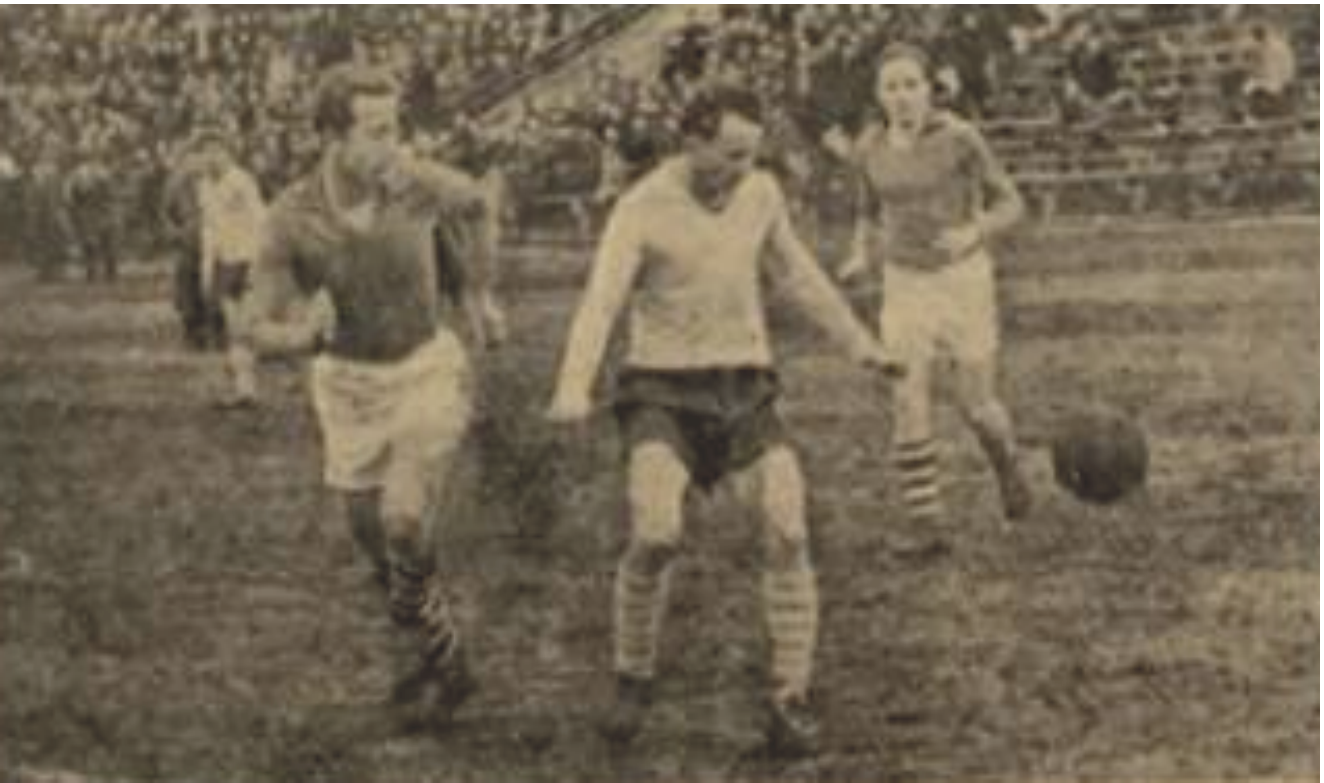
Derby di Lublino nel 1960

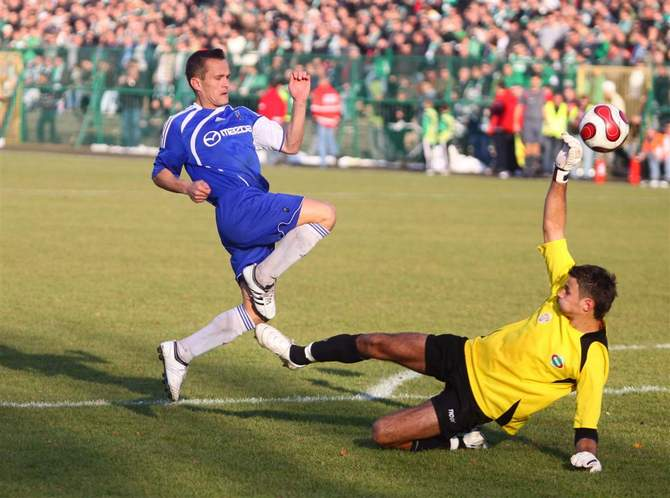
Derby di Radom nel 2010

- Derby di Częstochowa - Raków Częstochowa-Skra Częstochowa[72]
- Derby di Dębica - Igloopol Dębica-Wisłoka Dębica[73][74]
- Grande derby subcarpatico - Siarka Tarnobrzeg-Stal Stalowa Wola[75]
- Derby del voivodato della Santacroce (Derby Świętokrzyskie) tra Korona Kielce e KSZO Ostrowiec Świętokrzyski[76][77] - due delle migliori squadre del voivodato della Santacroce
- Derby di Jaworzno - Szczakowianka Jaworzno-Victoria Jaworzno[78][79][80] - lo Szczakowianka ha la sede a Szczakowa, Jaworzno, mentre il Victoria ha la sede nel distretto di Skałka a Jaworzno.
- Derby di Kielce -un derby ora storico tra Korona Kielce e Błękitni Kielce
- Derby di Lublino - Motor Lublin-KS Lublinianka[81][82]
- Derby del voivodato di Lublino - Motor Lublin-Avia Świdnik[83][84]
- Derby di Oświęcim tra Unia Oświęcim e Soła Oświęcim[85]
- Derby di Przemyśl - Czuwaj Przemyśl-Polonia Przemyśl[86][87]
- Derby di Radom tra Broń Radom e Radomiak Radom[88]
- Derby subcarpatico meridionale - Karpaty Krosno-Stal Sanok/Czarni 1910 Jasło - Le partite contro la Stal sono in alternativa chiamate derby krosniano (in onore del vecchio voivodato di Krosno)), a volte erroneamente chiamato derby dei Bieszczady, anche se la città non si trova in montagna. Il derby contro il Czarni Jasło è in alternativa chiamato derby Krosno-Jasło  (Derby Jasła/Krosna)[89][90]
- Derby d'acciaio - Hutnik Kraków vs KSZO Ostrowiec Świętokrzyski vs. Stal Stalowa Wola[91][92][93] - chiamato Hutnicze derby in polacco, tra le tre squadre sud-orientali associate ad acciaierie che giocano tra loro frequentemente.
- Derby di Tarnów tra Tarnovia Tarnów e Unia Tarnów[94]

#### Polonia sudoccidentale: Alta e Bassa Slesia
- Derby di Wałbrzych - Górnik Wałbrzych-Zagłębie Wałbrzych[95]
- Derby di Wrocław - Śląsk Wrocław-Ślęza Wrocław
- Derby di Bielsko-Biała - BKS Bielsko-Biała-Podbeskidzie Bielsko-Biała[96][97]
- Derby del rame - Miedź Legnica-Zagłębie Lubin[98][99]
- Derby di Katowice - GKS Katowice-Rozwój Katowice[100]
- Derby Opole-Wrocław - Odra Opole-Śląsk Wrocław[101]
- Derby del voivodato di Opoloe - Odra Opole-MKS Kluczbork/Chemik Kędzierzyn-Koźle[102][103][104][105]
- Derby della Bassa Slesia settentrionale - Chrobry Głogów-Miedź Legnica/Zagłębie Lubin[106][107]
- Derby di Ruda Śląska - Urania Ruda Śląska vs. Grunwald Ruda Śląska vs. Slavia Ruda Śląska[108][109]

#### Polonia nord-orientale
- Derby di Elbląg - Olimpia Elbląg-Concordia Elbląg
- Derby di Olsztyn - Stomil Olsztyn-Warmia Olsztyn[110]
- Derby del voivodato di Podlaskie - Jagiellonia Białystok vs. ŁKS Łomża/ŁKS Łomża vs. Warmia Grajewo[111]
- Derby varmiano - Jeziorak Iława-OKS Stomil Olsztyn[112][113]
- Derby di Mazur - Mazur Ełk-Mazur Pisz[114][115]